# Dunsnavelwielewaal
De dunsnavelwielewaal (Oriolus tenuirostris) is een zangvogel uit de familie Oriolidae (Wielewalen en vijgvogels).

## Verspreiding en leefgebied
Deze soort komt voor van de oostelijke Himalaya tot Zuidoost-Azië en telt twee ondersoorten:
- O. t. invisus: de oostelijke Himalaya tot zuidelijk China en centraal Vietnam.
- O. t. tenuirostris: zuidelijk Vietnam.

## Status
De grootte van de populatie is niet gekwantificeerd maar de soort wordt omschreven als schaars tot vrij algemeen. Op de Rode lijst van de IUCN heeft deze soort de status niet bedreigd.